# Sant’Elena Sannita
Sant’Elena Sannita – miejscowość i gmina we Włoszech, w regionie Molise, w prowincji Isernia.
Według danych na rok 2004 gminę zamieszkuje 277 osób, 19,8 os./km².